# Un certo signor Grant
Un certo signor Grant (Ein gewisser Herr Gran) è un film del 1933 diretto da Gerhard Lamprecht.

## Trama
A Venezia, scende all'hotel Danieli un certo signor Grant. Naturalmente, si tratta di un nome falso sotto il quale si cela un agente segreto sulle tracce di alcuni documenti rubati.

## Produzione
Il film fu prodotto dall'Universum Film (UFA). Venne girato dal maggio al luglio del 1933 negli studi dell'UFA a Neubabelsberg, nel Brandenburgo e in Italia, a Roma e a Venezia.

## Distribuzione
Distribuito dall'Universum Film (UFA), uscì nelle sale cinematografiche tedesche nel 1933.